# Nederlandse kampioenschappen schaatsen afstanden 2005 - 500 meter vrouwen
De 500 meter vrouwen op de Nederlandse kampioenschappen schaatsen afstanden 2005 werd in november 2004 in ijsstadion De Smelt in Assen, over twee ritten verreden, waarbij de achttien deelneemsters ieder een keer in de binnenbaan en een keer in de buitenbaan startten.
Titelverdedigster was Marianne Timmer die de titel pakte tijdens de NK afstanden 2004. Zij prolongeerde haar titel.

## Uitslag
| #      | Schaatsster          | 1e      | pos | 2e      | pos | Punten |
| ------ | -------------------- | ------- | --- | ------- | --- | ------ |
| Goud   | Marianne Timmer      | 0.39,81 | 1   | 0.39,49 | 1   | 79,300 |
| Zilver | Frouke Oonk          | 0.40,17 | 2   | 0.39,96 | 2   | 80,130 |
| Brons  | Annette Gerritsen    | 0.40,30 | 3   | 0.40,45 | 3   | 80,750 |
| 4      | Sanne van der Star   | 0.40,62 | 4   | 0.40,52 | 4   | 81,140 |
| 5      | Marieke Wijsman      | 0.40,82 | 5   | 0.40,87 | 5   | 81,690 |
| 6      | Willeke van Benthem  | 0.40,89 | 6   | 0.40,83 | 6   | 81,720 |
| 7      | Renate Groenewold    | 0.41,11 | 7   | 0.41,04 | 7   | 82,150 |
| 8      | Margot Boer          | 0.41,34 | 8   | 0.40,95 | 8   | 82,290 |
| 9      | Jorien Kranenborg    | 0.41,65 | 9   | 0.41,61 | 9   | 83,260 |
| 10     | Marloes Gelderblom   | 0.41,72 | 11  | 0.41,64 | 10  | 83,360 |
| 11     | Richt van der Meer   | 0.41,85 | 12  | 0.41,69 | 11  | 83,540 |
| 12     | Esther Boer          | 0.41,67 | 10  | 0.41,95 | 12  | 83,620 |
| 13     | Paulien van Deutekom | 0.41,99 | 13  | 0.41,96 | 13  | 83,950 |
| 14     | Suzanne van Buijsen  | 0.42,16 | 14  | 0.41,83 | 14  | 83,990 |
| 15     | Tosca Hilbrands      | 0.42,39 | 17  | 0.42,06 | 15  | 84,450 |
| 16     | Maurine Kroon        | 0.42,18 | 15  | 0.42,28 | 16  | 84,460 |
| 17     | Helga Luning         | 0.42,37 | 16  | 0.42,12 | 17  | 84,490 |
| 18     | Emilie Gale          | 0.42,90 | 18  | 0.42,77 | 18  | 85,670 |

Uitslag op
1987 · 
1988 · 
1989 · 
1990 · 
1991 · 
1992 · 
1993 · 
1994 · 
1995 · 
1996 · 
1997 · 
1998 · 
1999 · 
2000 · 
2001 · 
2002 · 
2003 · 
2004 · 
2005 · 
2006 · 
2007 · 
2008 · 
2009 · 
2010 · 
2011 · 
2012 · 
2013 · 
2014 · 
2015 · 
2016 · 
2017 · 
2018 · 
2019 · 
2020 · 
2021 · 
2022 · 
2023 · 
2024 · 
2025